# La Chapelle metróállomás
A Blanche egy metróállomás Franciaországban, Párizsban a párizsi metró 2-es metróvonalán. Tulajdonosa és üzemeltetője a RATP.

## Nevezetességek a közelben

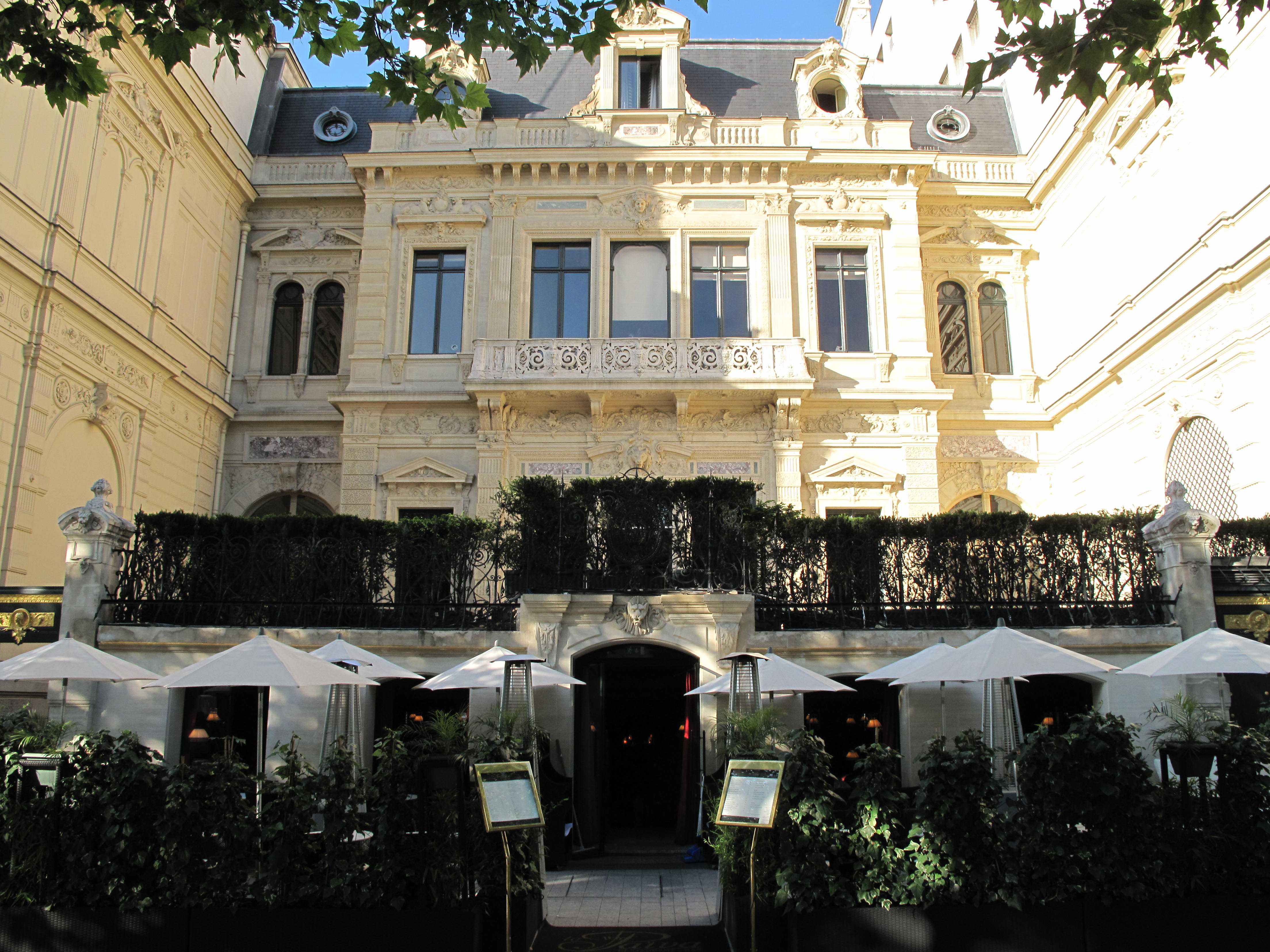
A Hôtel de la Païva

A metróállomás közelében található Párizs híres sugárútja, a Champs-Élysées, valamint a skót episzkopális egyház temploma, a csak skót templomnak (angolul: The Scots Kirk, franciául: église écossaise de Paris) nevezett épület. A Champs-Élysées egyetlen eredeti, máig álló - igaz, jelentősen átalakított - épülete, a Hôtel de la Païva is a közelben található.

## Metróvonalak
Az állomást az alábbi metróvonalak érintik:
- 2-es metróvonal

## Kapcsolódó állomások
A metróállomáshoz az alábbi állomások vannak a legközelebb:
- Barbès – Rochechouart (Porte Dauphine, 2-es metróvonal)
- Stalingrad (Nation, 2-es metróvonal)